# Pura Agüero Vera
Pura Agüero Vera fue una cantante lírica paraguaya de registro soprano. Participó de importantes conciertos en toda su carrera cantando bajo la batuta de grandes maestros de la ópera. Viajó por Sudamérica y conoció varios países dando a conocer la singularidad y la belleza de su voz. Fue una magnífica docente y luchó por la difusión de la música paraguaya hasta el último momento.

## Infancia y juventud
Nació en la ciudad de Asunción el 9 de diciembre de 1927.
Estudió en la Escuela Normal de Profesores y tenía como maestro de música al señor Otakar Platal y como maestra de canto a la señora Esther Acuña Falcón. En 1939 culminó sus estudios de Profesorado Normal. En el año 1944, siendo docente, fue becada por el Ministerio de Educación del Paraguay al Instituto "María Staguero de Munoi" de Montevideo, Uruguay. Ese mismo año, empezó a estudiar canto con el maestro italiano Ambrosio Pedemonti del Conservatorio “César Franck” y a su esposa Rosalía Justi.

## Trayectoria
Se inició en el año 1945 en el Ciclo de Conciertos del Ateneo de Montevideo y en el año 1946 en el Teatro Solís con "Las Bodas de Fígaro", así dio inicio a su carrera internacional a la que incorporó con los años un repertorio de veinticuatro óperas. 
En el año 1948 terminó su Profesorado Superior de Canto y un año después se presentó en el SODRE de Montevideo con "Andrea Chenier". Al mismo tiempo ofreció conciertos como solista de la Sinfónica S.O.D.R.E interpretando "La Vida Breve2 de Manuel de Falla, recitales y representaciones operísticas. En este estuvo seguida por "Andrea Chenier", "Cavallería Rusticana","Trovatore", "Aida", "Le Nozze di Figaro" y "Vita Breve".
En 1945 se presentó en el ciclo de conciertos anuales del Ateneo de Montevideo y obtuvo la medalla "Pallas Atenei".
En 1949, en el mes de octubre, realizó su concierto de despedida en el S.O.D.R.E. Empezó así una célebre carrera operística en los principales teatros de Italia, Francia, Suiza, Alemania y Malta. Realiza ese mismo año presentaciones en Caracas, Venezuela.
Ya en el año 1950, la señora Pura Agüero Vera viajó y actuó en Legnano, en la ópera "Tosca", de Puccini, bajo la dirección del maestro Venturino Ciallia. Más tarde obtuvo un primer premio en el concurso que auspiciaba el Teatro Aviamento de Milán. Desde ese entonces comenzó su carrera internacional de cantante. Asumió roles protagónicos en "Tosca", "Cavallería rusticana", "Otello", "Il trovatore", en compañía de grandes cantantes como Carlos Bergonzi, Mario del Mónaco, Adolfo Protti, entre otros. Se destacó en escenarios operísticos de Europa como una especial exponente del "bel canto" y también de la música paraguaya.

## Su estilo
La voz de Pura Agüero Vera tiene una homogeneidad extraordinaria en toda su extensión y sus agudos son seguros y sonoros. Los aplausos que recibió en la inauguración de la escena confirman esta premisa. El público la define como una " Magdalena " y su público siempre pedía bis de las melodías más notables, en especial de la romanza de la soprano "La Mamma Morta". 
El periódico "La Gazzetta" dijo que Pura Vera canta con "dulzura y propiedad musical".
Regresó al Paraguay en el año 1955. Hizo un paréntesis en sus actuaciones en Italia y sus presentaciones fueron aclamadas por todo el público de su país. Comenzó otra etapa en su vida y seguía latiendo en ella el deseo de difundir la música del Paraguay. 
Grabó en Buenos Aires música paraguaya con orquesta y coro de notable magnificencia junto a otros artistas paraguayos.
A partir de 1958, actuó en Europacon el "Trio Paraguay Tropical", con Isidro Caballero y el entonces niño Nicolasito Caballero. Los arpistas Nicolás Barrios y Pablo Morel participaron también como integrantes de "Paraguay Tropical" con presentaciones en varios países europeos. 
En el año 1992, la señora Vera se dedicaba con entusiasmo y dedicación a la docencia y ya en escasas ocasiones hacía presentaciones en público.

## Conciertos
- De gira por Sudamérica, con la Gran Compañía Italiana cantó “Tosca” y “Caballería Rusticana” en el gran Teatro 18 de Julio de la ciudad de Montevideo.

- Entre los años 1950 y 1960 vivió en Italia donde realizó las más eminentes actividades de su carrera. Participó, además, de giras del Anexo de la Scala de Milán por muchas ciudades italianas.

- Se presentó en los teatros de Thiene, Asti, Trento, Lugano, Prato, Volterra, Rosignano, Ferrara y otros.

- En el año 1951 actuó en el Municipal de Caracas, Venezuela.

- En el mes de enero del año 1952 se presentó en la Opera de Roma con Sakuntala de Franco Alfano.

- En 1954 en Astra de San Remo, también en los teatros Nuovo y all aperto dei 5000 de Milán

- En abril de 1956 junto al elenco de primeras figuras de La Scala de Milán interpretó "Tosca" en Düsseldorf, Alemania.

- Se destacó también en otros escenarios trascendentes como el Teatro della Pérgola de Florencia en 1956, Universitario de Lausana, Suiza, en el Apollo de Düsseldorf, Alemania, y en la Opera de Malta en el año 1957.

- Pura Agüero Vera, cantó, además, bajo la dirección de grandes maestros de la talla de Gianandrea Gavazzeni, Juan José Castro, Francesco Molinari-Pradelli, Juan E. Martini y otros, compartió el escenario con Carlo Bergonzi, Giulio Neri, Mario del Mónaco, Jorge Algorta y Roberto Turrini.

- En la década de los años 60 efectuó giras artísticas por Europa y Medio Oriente con el Conjunto Folklórico Paraguay Tropical, en compañía del arpista Nicolasito Caballero; grabó, también, discos en París (Sello Vogue 1962), Atenas (1963), Montevideo (Sello Rodnos 1964) y en su país, en Asunción con la Gran Orquesta Folklórica de Neneco Norton.

## Últimos años
En el año 1964 regresó al Paraguay y se dedicó a la docencia, invirtiendo su tiempo en giras de conciertos por Uruguay (1972 y 1975), Suecia, Noruega, Holanda, Finlandia e Inglaterra (1981). 
En el año 1975 grabó para el Sello Cielito (de su autoría), arias de óperas con la Sinfonietta de Buenos Aires, bajo la batuta del señor José Carli y José Luis Miranda. 
Falleció luego de una penosa enfermedad el 8 de mayo de 1994.